# Intermediate frequency
Intermediate frequency (IF) verwijst naar een tussenstap in het signaal ontvangst, waarbij een frequentie wordt verlaagd. De ontvangen signalen worden gemengd met een signaal van een vaste frequentie (lokale oscillator). Het resulterende signaal is het verschil in frequentie, ook wel  'beat frequency' genoemd. Het valt binnen het zichtbare en/of hoorbare golflengte-spectrum. Dit proces staat bekend als 'heterodyning'.
Intermediate frequencies worden toegepast in heterodyne en superheterodyne ontvangers van bijvoorbeeld:
- Radio (AM, FM en DAB)
- Televisie
- Vleermuisdetectors
- Metaaldetectors
- Radar